# Exclusive (Album)
Exclusive ist das zweite Studioalbum des US-amerikanischen Musikers Chris Brown. Es erschien erstmals am 16. September 2007, in China. In den USA war es seit dem 6. November erhältlich, in Deutschland seit dem 2. November. Die Exclusive: The Forever Edition erschien erstmals am 5. Februar 2008. Das Album platzierte sich in den USA auf Rang vier, in Deutschland erreichte es jedoch nur Position 91.

## Hintergrund
Brown sagte 2007 in einem Interview, dass sein zweites Studioalbum ursprünglich den Namen „Graduation“ tragen sollte. Allerdings änderte er den Titel zu „Exclusive“, als er herausfand, dass Rapper Kanye West sein drittes Studioalbum ebenfalls Graduation nennen wollte. Brown sagte, dass er freiwillig einen anderen Namen gewählt hätte, da dies für ihn „keine große Sache“ sei. Das Album von Kanye West erschien am 7. September 2007.

## Veröffentlichung und Promotion
Das Album erschien erstmals am 16. September, in China. In Deutschland war es seit dem 2. November erhältlich, in den USA seit dem 6. November. Die Exclusive: The Forever Edition erschien zuerst in Indien, am 5. Februar 2008. Am 29. August 2008 erschien diese in Deutschland, am 3. Juni desselben Jahres in den USA. Promotet wurde das Album mithilfe einiger Auftritte bei verschiedenen Awardshows, zudem fand 2007 die zweite Headliner-Tournee von Brown statt, The UCP Exclusive Tour. Am 16. September 2007 veröffentlichte der Sänger zudem die DVD BET Presents Chris Brown, welche ebenfalls der Promotion diente.
| Land                   | Datum (Standard-Version) | Datum (Exclusive: The Forever Edition) |
| ---------------------- | ------------------------ | -------------------------------------- |
| China                  | 16. September 2007       | 27. Mai 2008                           |
| Australien             | 19. Oktober 2007         | 29. Mai 2008                           |
| Vereinigtes Königreich | 30. Oktober 2007         | 22. Juni 2008                          |
| Deutschland            | 2. November 2007         | 29. August 2008                        |
| Australien             | 3. November 2007         | 7. Juni 2008                           |
| Kanada                 | 6. November 2007         | 3. Juni 2008                           |
| USA                    | 6. November 2007         | 3. Juni 2008                           |
| Indien                 | 9. November 2007         | 5. Februar 2008                        |
| Mittlerer Osten        | 4. Dezember 2007         | 3. November 2008                       |
| Argentinien            | 7. Dezember 2007         | 3. März 2009                           |
| Südafrika              | 6. Januar 2008           | 7. Oktober 2008                        |
| Puerto Rico            | 6. Januar 2008           | 7. Oktober 2008                        |
| Spanien                | 8. April 2008            | 2. September 2008                      |

## Titelliste

### Standardversion
| #   | Titel                                                         | Songwriting                                                                  | Produktion                                                                        | Länge |
| --- | ------------------------------------------------------------- | ---------------------------------------------------------------------------- | --------------------------------------------------------------------------------- | ----- |
| 1.  | Throwed                                                       | C. Brown, B. Cox, D. Scantz, K. Dean, T. Shropshire                          | State of Emergency, Bryan-Michael Cox                                             | 3:01  |
| 2.  | Kiss Kiss (featuring T-Pain)                                  | C. Brown, T-Pain                                                             | T-Pain                                                                            | 4:11  |
| 3.  | Take You Down                                                 | C. Brown, H. Mason, Jr., D. Thomas, S. Russell, J. Fauntleroy II, L. Edwards | The Underdogs, Lamar Edwards (Co-Produzent)                                       | 4:05  |
| 4.  | With You                                                      | J. Austin, M.S. Eriksen, T.E. Hermansen, E. Lind, A. Bjørklund               | Stargate                                                                          | 4:12  |
| 5.  | Picture Perfect (featuring will.i.am)                         | C. Brown, W. Adams, K. Harris, R. Carmichael, Tank                           | will.i.am, Chris Brown (Co-Produzent)                                             | 4:12  |
| 6.  | Hold Up (featuring Big Boi)                                   | A. Harris, V. Davis, J. Harris, R. Toby, Sammie, A. Patton                   | Andre Harris, Vidal Davis, Don Cheegro (Co-Produzent), Dirty Harry (Co-Produzent) | 3:47  |
| 7.  | You                                                           | C. McKinney, T. Nash                                                         | L.o.s. da Mystro                                                                  | 3:22  |
| 8.  | Damage                                                        | C. Williams, A. Harr, J. Jackson                                             | The Runners                                                                       | 4:16  |
| 9.  | Wall to Wall                                                  | S. Garrett, W. Scott                                                         | Sean „The Pen“ Garrett, Great Scott                                               | 3:43  |
| 10. | Help Me                                                       | H. Mason, Jr., D. Thomas, S. Russell, J. Fauntleroy II, R. Knox              | The Underdogs                                                                     | 3:17  |
| 11. | I Wanna Be                                                    | A. Dixon, E. Dawkins, J. Campbell, Tank, L. Bereal                           | Antonio Dixon, Eric Dawkins                                                       | 3:46  |
| 12. | Gimme Whatcha Got (featuring Lil Wayne)                       | C. Brown, P. Alexander, T. Nash, C. Williams, D. Carter                      | Jazze Pha                                                                         | 3:48  |
| 13. | I’ll Call Ya                                                  | S. Garrett, K. Dean                                                          | Swizz Beatz, Sean „The Pen“ Garrett (Co-Produzent)                                | 3:53  |
| 14. | Lottery                                                       | Ha. Mason, Jr., D. Thomas, J. Fauntleroy II, R. Knox                         | The Underdogs, Rob Knox                                                           | 3:41  |
| 15. | Nice (featuring Game) (Bonus-Track)                           | C. Brown, S. Storch, J. Taylor                                               | Scott Storch                                                                      | 4:32  |
| 16. | Down (featuring Kanye West) (Bonus-Track)                     | C. Brown, D. Baker, K. West, A. Merritt                                      | Bigg D                                                                            | 4:17  |
|     | The Forever Edition                                           |                                                                              |                                                                                   |       |
| 17. | Forever                                                       | C. Brown, J. Jones, B. Kennedy, R. Allen, A. Merritt                         | Polow da Don                                                                      | 4:38  |
| 18. | Superhuman (featuring Keri Hilson)                            | W. Felder, James Fauntleroy II                                               | Harvey Mason Jr., Oak                                                             | 3:39  |
| 19. | Heart Ain’t a Brain                                           | H. Mason Jr., D. Thomas, J. Fauntleroy, A. Collins                           | The Underdogs                                                                     | 3:40  |
| 20. | Picture Perfect (featuring Bow Wow & Hurricane Chris) (Remix) | C. Brown, W. Adams, K. Harris, R. Carmichael, Tank                           | Chris Brown                                                                       | 4:12  |

### Andere (Bonus)-Versionen
UK/Japan Bonus-Tracks (erste 14 Lieder der Standard-Edition)
1. Get At Ya – 3:18
2. Mama – 4:24
3. Nice (feat. Game) – 4:32
4. Down (feat. Kanye West) – 4:17
5. Fallen Angel – 5:34 (nur Japan)

UK/Japan Bonus-Tracks (Standard-Edition)
1. Fallen Angel – 5:34
2. Forever – 4:38
3. Superhuman (feat. Keri Hilson)
4. Heart Ain’t a Brain – 3:40

Japan Bonus-DVD
1. Wall to Wall – Musikvideo
2. Kiss Kiss – Musikvideo
3. With You – Musikvideo
4. Forever – Musikvideo
5. Chris Brown On Tour – Dokumentation

Bonus-DVD (Standard-Edition)
1. Journey to South Africa – 15:00
2. Behind the Scenes of Wall to Wall – 15:00
3. Wall to Wall (Musikvideo) – 5:20
4. Behind the Scenes of Kiss Kiss – 12:37
5. Kiss Kiss (Musikvideo) – 4:25

Bonus-DVD (The Forever Edition)
1. Chris Brown On Tour – Dokumentation

## Singles
Als erste Singleauskopplung am 29. Mai 2007, beinahe vier Monate vor dem Erscheinen des Albums, das Lied Wall to Wall veröffentlicht, welches lediglich Rang 79 der Billboard Hot 100 erreichte und auch in Europa nicht wesentlich erfolgreicher war.
Am 21. August 2007 erschien die zweite Single des Albums, Kiss Kiss, bei der der Rapper T-Pain mitwirkte. Das Lied übertraf den Erfolg der ersten Single deutlich und erreichte Platz eins in den USA, zudem stieg es in vielen Ländern in die Top Ten der Charts ein. In Europa platzierte sich der Song abermals nicht in den oberen Chartregionen, in Deutschland war er gar nicht in den Hitlisten.
Am 2. November 2007 veröffentlichte man das Lied Forever, die dritte Singleauskopplung des Albums und die erste aus der unter dem Namen Exclusive: The Forever Edition wiederveröffentlichten Version der CD. Das Lied ist die erfolgreichste Single des Albums und platzierte sich auf Platz zwei in den USA, Platz vier im Vereinigten Königreich, und Rang 20 in Deutschland. Zeitgleich erschien auch With You und ist hinter Forever die erfolgreichste Auskopplung des Albums. Sie erreichte in den USA zwar nur Rang zwei, dafür aber im Vereinigten Königreich Position acht, in Irland Rang drei und in Deutschland Platz 33.
Das fünfte Lied Take You Down erschien am 1. April 2008. Daraufhin erreichte es Platz 43 in den USA. Im Vereinigten Königreich veröffentlichte man das Lied am 12. Januar 2009, um die UK-Tour von Brown zu bewerben. Es erreichte jedoch keine Chartplatzierung.
Die sechste und letzte Single des Albums trug den Namen Superhuman und war ebenfalls auf der Exclusive: The Forever Edition zu finden. An dem Lied ist Keri Hilson als Gastmusikerin beteiligt. Es ist die erste und bisher einzige Single von Brown, die in den USA nicht in die Charts einstieg. In Deutschland erreichte der Song ebenfalls keine Platzierung, im Vereinigten Königreich rangierte er zeitweise auf Rang 32.

## Rezeption

### Kritiken
Das Album bekam durchschnittliche bis gute Kritiken und erreichte beim Metascore 69 %. Somit ist es das bisher erfolgreichste Album von Brown in dieser Wertung (Graffiti: 39 %; F.A.M.E.: 52 %). Die Bewertung basierte auf zehn Rezensionen. Die New York Times verglich das Album mit seinem Vorgänger Chris Brown und schrieb, dass Brown, wenn er darüber nachdenken würde, feststellen könnte, dass seine alte Herangehensweise („verspielte Beats, kokette Anmachen“) genauso gut funktioniere, wie immer. Entertainment Weekly kritisierte sie Auswahl an Gastmusikern und war der Meinung, dass Browns jugendliche Stimme und verspielte Durchtriebenheit von „aufdringlichen Gastmusikern“ „überwältigt“ werden. Die Zeitschrift PopMatters kritisierte das Konzept des Albums und erklärte, dass dieses ziellos wirke. Das Prefix Magazine urteilte über das Talent von Brown und schrieb, dass Browns momentanen erfolgreicher als andere, talentiertere Künstler seiner Musikrichtung sei, allerdings keinesfalls untalentiert ist und zudem die Fähigkeit besitze, hochwertige „Club-Hits“ zu liefern. Sal Cinquemani, der Autor der Rezension für das Slant Magazine, war von dem Album nicht wirklich überzeugt und war zudem der Meinung, dass der Name „Exclusive“ dem Album nicht gerecht werden. Nichts an dem Album sei wirklich vornehm (en: „exclusive“). Allmusic schrieb in seiner Rezension, dass man es Brown, seinen Songwritern und Produzenten gutschreiben müsse, dass sie weiterhin einfach zu merkende Lieder am Fließband produziert hätten, die von fröhlichen und sorglosen Hits bis hin zu Balladen reichten. Greg Kot, Rezensent für die Zeitung Chicago Tribune, imponierte die Ausstrahlung von Brown, er sagte aber auch, dass der Sänger noch nicht wirklich in seinen eigenen Sound „hineingewachsen“ sei und noch keine eigene Identität entwickelt habe, sein Charisma und seine Voraussetzungen ihm aber die Möglichkeit gäben, dies in den nächsten Paar Jahren zu ändern. Allison Stewart von der The Washington Post verglich Brown bezüglich seiner „äußerst verformbaren, überaus vermarktbaren Persönlichkeit“ mit den Künstlern Nelly, Usher und Michael Jackson. Der berühmte Moonwalk des Letztgenannten wurde bereits damals oft bei Live-Auftritten in veränderter Form von Brown imitiert. Brown sei insgesamt wie „Nelly ohne Joints, Usher ohne seine lästige Ehefrau und Michael Jackson ohne seine Krankheit“.

### Auszeichnungen und Nominierungen
Zahlreiche Singles des Albums wurde für verschiedene Preise nominiert, das Lied Kiss Kiss beispielsweise sogar für einen Grammy. Das Album selbst war für einen NAACP Image Award in der Kategorie Outstanding Album nominiert, verlor jedoch gegen das Album As I Am der Künstlerin Alicia Keys.

## Kommerzieller Erfolg

### Chartplatzierungen
Das Album verkaufte sich in der ersten Woche rund 294.000-mal in den USA, womit es auf Rang vier debütierte. Im Dezember 2008 wurde bekannt, dass das Album auf Platz dreizehn der Year-End-Charts der USA platziert und somit das dreizehn-meistverkaufte Album des Jahres 2008 der offiziellen Charts ist. Bis Februar 2010 hatte Chris Brown weltweit circa 3.193.200 Einheiten des Albums abgesetzt. Im März 2011 zertifizierte man das Album mit zweifachem Platin in den USA, was 2 Mio. verkauften Einheiten entspricht.
| ChartsChartplatzierungen       | Höchstplatzierung | Wochen |
| ------------------------------ | ----------------- | ------ |
| Deutschland (GfK)              | 91 (3 Wo.)        | 3      |
| Schweiz (IFPI)                 | 28 (4 Wo.)        | 4      |
| Vereinigte Staaten (Billboard) | 4 (65 Wo.)        | 65     |
| Vereinigtes Königreich (OCC)   | 3 (52 Wo.)        | 52     |

| ChartsJahrescharts (2008)      | Platzierung |
| ------------------------------ | ----------- |
| Vereinigte Staaten (Billboard) | 13          |
| Vereinigtes Königreich (OCC)   | 32          |

### Auszeichnungen für Musikverkäufe
| Land/Region                  | Auszeichnungen für Musikverkäufe (Land/Region, Auszeichnung, Verkäufe) | Verkäufe  |
| ---------------------------- | ---------------------------------------------------------------------- | --------- |
| Australien (ARIA)            | 2× Platin                                                              | 140.000   |
| Brasilien (PMB)              | Gold                                                                   | 30.000    |
| Dänemark (IFPI)              | Gold                                                                   | 10.000    |
| Irland (IRMA)                | 2× Platin                                                              | 30.000    |
| Neuseeland (RMNZ)            | 4× Platin                                                              | 60.000    |
| Vereinigte Staaten (RIAA)    | 4× Platin                                                              | 4.000.000 |
| Vereinigtes Königreich (BPI) | Platin                                                                 | 300.000   |
| Insgesamt                    | 2× Gold · 13× Platin ·                                                 | 4.570.000 |

Hauptartikel: Chris Brown (Sänger)/Auszeichnungen für Musikverkäufe